# Rani radovi (Marx i Engels)
Rani radovi su izbor iz djela njemačkih filozofa, sociologa i revolucionara Karla Marxa i Friedricha Engelsa, koji su tiskani u Zagrebu 1953. godine. Radovi su nastali u ranom razdoblju djelatnosti ovih mislilaca, od 1843 do 1846. godine. Neka od tih djela ostala su u obliku rukopisa i nisu bila objavljena do 1930-ih godina; među njima su osobito značajni Marxovi Ekonomsko-filozofski rukopisi iz 1844. godine. Druga su pak bila objavljena u maloj tiraži i zaboravljena.

## O djelu
Radovi ranog perioda Marxa i Engelsa, koji su sakupljeni u ovoj knjizi, označavaju najinteresantniju i najbogatiju fazu njihovog misaonog razvitka. Iza sebe su već imali pređenu idealističku prošlost, period unutrašnjih borbi, sumnji, traženja izlaza iz složenih društvenih situacija, period samokritičnog i samoprijegornog rada na rješavanju onih problema, na kojima su radili tadašnjih najveći umovi.
U ovim svojim ranim radovima, naročito od 1844. do 1846. godine Marx i Engels su svojom koncepcijom prakse, alijenacije, revolucija i socijalizma izvršili najradikalniji preokret u interpretaciji i razumijevanju povijesti i čovjeka. 
Predgovor prvom izdanju Ranih radova napisao je Predrag Vranicki. U predgovoru drugom izdanju iz 1960. on kaže da je prvo izdanje izašlo "u jeku napora jugoslavenskih marksista i svih naših naroda da našem socijalističkom kretanju dadu odgovarajući humanistički sadržaj i time prevladaju početne faze socijalističkog razvoja, kao i birokratsko-etatističke koncepcije socijalizma, do danas veoma rasprostranjene u svijetu. Socijalizam je u biti proces oslobađanja od raznih oblika ljudske alijeniranosti, pa i one koja ima oblik državno-najamnog odnosa, bez obzira o kakvoj se državi radi."
Izdanje je brzo postalo izvanredno popularno i do 1985. tiskano je sedam izdanja. Ideje mladog Marxa, koji u to doba nastupa prvenstveno kao filozof a ne kao ekonomist i sociolog, snažno su utjecali na skupinu mladih filozofa i društvenih znanstvenika, koji su razvijali nedogmatski i tzv. stvaralački marxizam, odupirući se vulgarnom dogmatizmu tzv. dijalektičkog i historijskog materijalizma i društvenoj praksi birokratizma i staljinizma. Oni su sredinom 1960-ih postali poznati kao praxis filozofi. 

## Sadržaj djela
- Iz Njemačko-francuskih godišnjaka
  - Marxova pisma Rugeu iz 1843.
  - Karl Marx: Prilog jevrejskom pitanju
  - Karl Marx: Prilog kritici Hegelove filozofije prava
  - Friedrich Engels: Nacrt za kritiku nacionalne ekonomije
  - Friedrich Engels: Položaj Engleske
  - Karl Marx: Kritičke primjedbe uz članak "Pruski kralj i socijalna reforma. Od jednog Prusa"
- Ekonomsko-filozofski rukopisi iz 1844.
  - Karl Marx: Teze o Feuerbachu
  - Engelsova redakcija Teza o Feuerbachu
- Ostale skice
- Karl Marx i Friedrich Engels: Njemačka ideologija
- Iz korespodencije: Marxovo pismo Annenkovu

## Vanjske poveznice
Rani radovi